# فالکو دروسمان
فالکو دروسمان (انگلیسی: Falko Droßmann; زادهٔ ۱۱ دسامبر ۱۹۷۳) سیاستمدار اهل آلمان است. وی از سال ۲۰۲۱ عضو بوندستاگ است.

## آغاز زندگی و حرفه
او فرزند یک راننده اتوبوس و یک نظافتچی منزل است. وی در ۱۷ سالگی افسر پلیس شد.  
دروسمان در انتخابات فدرال آلمان ۲۰۲۱ پیروز و عضو بوندستاگ شد. او از آن زمان تاکنون در کمیته دفاع و کمیته فرعی خلع سلاح، کنترل تسلیحات و عدم اشاعه خدمت کرده است.

## زندگی شخصی
وی آشکارا همجنس‌گرا است و از سال ۲۰۱۷ با دنی کرینکه ازدواج کرده است.